# Valentin Paquay
Valentino Paquay (Tongeren, 17 de novembro de 1828 — 1 de janeiro de 1905), nascido Jan Louis, foi um beato belga. 
Foi beatificado pelo papa João Paulo II em 9 de novembro de 2003 e é comemorado em 1 de janeiro, dia de sua morte.